# 617. grenadirski polk (Wehrmacht)
617. grenadirski polk (izvirno nemško 617. Grenadier-Regiment; kratica 617. GR) je bil pehotni polk Heera v času druge svetovne vojne.

## Zgodovina
Polk je bil ustanovljen 15. oktobra 1942 in dodeljen 382. poljskošolski diviziji. Polk je bil uničen; ostanke so nato vključili v ostale divizijske enote.